# Museu Canadense de História
O Museu Canadense de História (denominado Museu Canadense da Civilização antes de 2013; em francês Musée canadien de l'histoire; em inglês Canadian Museum of Civilization) é o museu nacional de história humana do Canadá; e o mais visitado museu do país.
O principal objetivo do museu é colecionar, estudar, preservar e apresentar objetos materiais que iluminem a história humana do Canadá e a diversidade cultural do seu povo. Em outubro de 2012, foi anunciado que o museu seria renomeado do Museu Canadense das Civilizações para o Museu de História do Canadá, com um foco maior na história e nas pessoas canadenses.  A mudança de nome tornou-se oficial quando a Lei do Museu da História do Canadá recebeu o Assentimento Real, em 12 de dezembro de 2013. Mudanças na identidade visual do museu foram implementadas gradualmente ao longo dos meses seguintes. 
As galerias permanentes do Museu da História exploram os 20 mil anos de história humana do Canadá e um programa de exposições especiais expande temas canadenses e explora outras culturas e civilizações, do passado e do presente. O museu também é uma importante instituição de pesquisa. Sua equipe inclui especialistas líderes em história, arqueologia, etnologia, cultura folclórica canadense e muito mais. 
Com raízes remonta a 1856, o museu é uma das mais antigas instituições culturais da América do Norte.  É também o lar do Canadian Children's Museum, e um Teatro IMAX com capacidade 3D.  Costumava ser o lar do Canadian Postal Museum. 
O Museu da História é administrado pela Canadian Museum of History Corporation, uma Corporação Crown do país, que também é responsável pelo Museu da Guerra Canadense, o Museu das Crianças e o Museu Virtual da Nova França. O museu é membro da Associação Canadense de Museus. 

## Mudança de nome
Antes da mudança de nome, o propósito do Museu Canadense da Civilização era estabelecido como enriquecer o interesse, o conhecimento, a apreciação e o respeito pelas realizações humanas e pelo próprio comportamento humano. Assim, estabeleceriam, manteriam e desenvolveriam uma pesquisa e coleção de objetos de interesse cultural e histórico, especialmente, mas não exclusivamente, do Canadá.
Após a mudança para Museu Canadense de História, que ocorreu oficialmente em 2013, houve uma alteração não apenas no nome, mas também no propósito do museu, que passou a ser o de enaltecer o conhecimento dos canadenses sobre os eventos, experiências e objetos que moldaram a história e a identidade do Canadá, além de enriquecer o conhecimento sobre o mundo e suas culturas.

## História
O museu foi fundado em 1856 como a sala de exibição do Geological Survey of Canada, que estava acumulando não só minerais, mas espécimes biológicos, e artefatos históricos e etnológicos. Foi fundado em Montreal e foi transferido para Ottawa em 1881.  Em 1910, sob recomendação de Franz Boas, o antropólogo e lingüista Edward Sapir foi nomeado primeiro antropólogo na recém-formada divisão de antropologia do museu. Logo depois, os antropólogos Diamond Jenness e Marius Barbeau foram contratados. Em 1910, agora nomeado Museu Nacional do Canadá, mudou-se para o novo edifício do Museu Memorial de Victoria, na Rua Metcalfe, no centro de Ottawa. A Galeria Nacional do Canadá também ocupou metade do andar no prédio. Em 1968, o museu foi dividido no Museu da Natureza e no Museu do Homem, mas ambos permaneceram espremidos no mesmo edifício. Em 1982, o governo de Pierre Trudeau anunciou que o Museu do Homem seria transferido para sua própria instalação separada em Hull. Em resposta às críticas de que "Museum of Man" poderia ser interpretado como tendencioso de gênero à luz das sensibilidades modernas, uma competição foi lançada em 1986 para encontrar um novo nome. O Museu Nacional do Homem tornou-se o Museu Canadense das Civilizações. Em 1989, o museu entrou na nova instalação. No momento da sua abertura, o custo do museu aumentou de uma estimativa inicial de aproximadamente US$ 80 milhões para aproximadamente US$ 340 milhões. Apesar das críticas iniciais à descoberta da Disneyificação do museu, seus enormes custos, arquitetura única e exposições inacabadas de muitos lugares (incluindo o governo conservador de Brian Mulroney), o museu logo se tornou uma atração turística importante e foi abraçado por diferentes facções políticas como Um símbolo nacional de "uma sociedade pluralista e multicultural".  Em 2005, o museu atraiu 1.396.000 visitantes, mas o comparecimento caiu para 1,2 milhões em 2010. 

## Exibições
As galerias permanentes do museu exploram 20,000 anos da história humana do Canadá. Um programa de exibições especiais apresenta outros temas, culturas e civilizações do passado e do presente. O museu é também uma renomada instituição de pesquisa.  Dentre seus funcionários encontram-se especialistas na história canadense, assim como em sua arqueologia, etnologia, cultura folclórica e outras áreas. 